# Multi Calibre Individual Weapon System
El MCIWS o Multi Calibre Individual Weapon System (traduït: sistema armamentístic individual de calibres múltiples) és un nou fusell d'assalt desenvolupat per l'Establiment de Desenvolupament i Investigació d'Armament de l'Índia, un laboratori que fa part de l'Organització de Defensa i Desenvolupament. Va ser vist per primera vegada a l'exposició «Defexpo» el 2014, i seria produït per la Fabrica de producció de Material de Tiruchirappalli.
El 2015, el fusell va passar a ser conegut com el Advanced Automatic Rifle (AAR), (fusell automàtic avançat) o com el fusell F-INSAS.

## Història
L'Exèrcit Indi va escollir un fusell de producció nacional per a substituir el Fusell INSAS, que encara està en servei. La decisió, quz haurdia de contribuir a estalviar diners en inversions externes i augmentar la producció local, va ser duta a terme pel comandant de l'Exèrcit Indi, el general Dalbir Singh Suhag. Diversos fusells s'estan a la banca de proves, amb tres fusells prototips construïts per a probar-los com el nou fusell per a reemplaçar el fusell INSAS. El MCIWS també ha despertat interès en les forces paramilitars indies, incloent les unitats de protecció de fronteres, la Reserva Central de la Policia, la Policia Fronterera Indo-Tibetana i el Sashastra Seema Bal. Segons el titular del 18 de setembre de 2018 del DRDO Newletter, el MCIWS ja està llest per a la producció en gran sèrie.

## Disseny
El MCIWS està configurat per a disparar la munició de 5,56x45mm NATO, la 7,62x39mm I la 6,8mm Remington SPC. L'AR-15 i el FN FNC van influir en el disseny. La posició del canó està basada en la del AK-47. El disseny permet als soldats configurar l'arma depenent de les necessitats en la missió, mitjançant un canvi de canons. El MCIWS utilitza un disseny de pistons de cursa curta amb motor a gas i funciona amb recambres de plàstic de 30 torns. El fusell també disposa de característiques ambidextres, com una maneta de càrrega i una recambra. El MCIWS incorpora un llançagranades sota el canó, també de producció indiana, que pot disparar munició de detonació aèria, com ara granades antiaèries a distàncies d'uns cinc cents metres. Diversos tipus de mires poden ser muntades en el Rail Picatinny sitiat en la part superior del cos de l'arma.
El fusell està fabricat d'un aliatge de l'alumini, i disposa d'un disseny modular sense claus rematxats.